# Sapium sellowianum
Sapium sellowianum är en törelväxtart som först beskrevs av Johannes Müller Argoviensis, och fick sitt nu gällande namn av Johann Friedrich Klotzsch och Henri Ernest Baillon. Sapium sellowianum ingår i släktet Sapium och familjen törelväxter. Inga underarter finns listade i Catalogue of Life.